# Mose Ambrose
Pour les articles homonymes, voir Mose (homonymie).
Mose Ambrose est une localité de Terre-Neuve-et-Labrador. Située sur la côte sud de Terre-Neuve, sur la route 363.